# 시도 류
시도 류(일본어: 紫藤 りゅう しどう りゅう[*], 5월 5일 - )는 다카라즈카 가극단 소라구미 소속 남역 스타이다.
도쿄도 분쿄구, 오오츠마고등학교 출신이다. 키 174cm, 애칭 "루리코", "시도류-"이다.

## 약력
2008년, 다카라즈카 음악학교에 입학하였다.
2010년, 다카라즈카 가극단 96기생으로 입단. 입단 시 성적은 16등. 츠키구미 공연 『THE SCARLET PIMPERNEL』로 초무대. 그 후, 호시구미에 배속되었다.
2011년, 한큐한신 첫 참배 포스터 모델로 기용되었다.
2016년, 「박쥐」로 신인공연 첫 주연. 신인공연 최종학년이자 마지막 찬스인 입단 7년차에 발탁되었다.
2018년, 「New Wave!-호시-」로 세오 유리아와 바우홀 공연 더블 주연을 맡았다.
2019년 12월 23일자로 소라구미로 이동되었다.

## 출연 이벤트
- 2011년 7월, 토도로키 유 디너쇼 『Rendez-Vous〜오늘 밤 당신과〜』
- 2011년 11월, 제 51회 『다카라즈카 무용회』
- 2011년 12월, 다카라즈카 스페셜 2011 『내일에 거는 꿈』 (코러스)
- 2012년 12월, 다카라즈카 스페셜 2012 『더 스타즈!〜프레 프레 센테니얼〜』 (코러스)
- 2016년 12월, 다카라즈카 스페셜 2016 『Music Succession to Next』
- 2018년 12월, 다카라즈카 스페셜 2018 『Say! Hey! Show Up!!』
- 2019년 8월, 키사키 아이리 뮤직 살롱 『My Melody』
- 2019년 12월, 다카라즈카 스페셜 2019 『Beautiful Harmony』

## 광고
- 2011년, 『한큐한신』 첫 참배 포스터 모델

## CM출연
- 2011년, 아식스 『BC WALKER』